# Hamburgischer Theaterstreit
Hamburgischer Theaterstreit (heute auch: Hamburger Theaterstreit) ist die Bezeichnung für zwei historische Auseinandersetzungen um Oper und Schauspiel in Hamburg. Dabei ging es im ersten Streit 1677–1688 vor allem um die Frage der sittlichen Erlaubtheit von Oper und Schauspiel überhaupt, und im Zweiten 1768 und 1769 konkret um die Frage der Beteiligung von Geistlichen daran als Besucher und Autoren. In beiden Fällen wurde der Streit mit großem publizistischem Aufwand und Anteilnahme der Öffentlichkeit geführt.

## Erster Hamburgischer Theaterstreit

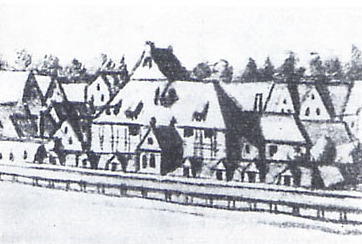
Oper am Gänsemarkt, Ausschnitt aus der Stadtansicht Paul Heineckens 1726

Schon vor der Eröffnung der Hamburger Oper am Gänsemarkt, der heutigen Hamburgischen Staatsoper, am 2. Januar 1678 als erstem öffentlichen Opernhaus in Deutschland kam es zu einem heftigen Streit. Zur Eröffnung wurde das Singspiel Adam und Eva oder Der Erschaffene, Gefallene und Aufgerichtete Mensch von Johann Theile aufgeführt. Dieses religiöse Sujet war eigentlich als Zugeständnis an den vom Pietismus beeinflussten Teil der Hamburger Pastorenschaft gedacht, die heftig gegen diese weltliche Institution opponierte. Die Befürworter der Oper unter den lutherisch orthodoxen Pfarrern ergriffen für diese Partei. Der Streit wurde auf den Kanzeln, in zahlreichen Broschüren und Streitschriften, sowie in kirchlichen und städtischen Gremien wie dem Geistlichen Ministerium und selbst dem Senat der Stadt ausgetragen. Auf der einen Seite standen die Pietisten wie Abraham Hinckelmann, Johann Winckler, Hauptpastor an St. Michaelis, und Johann Heinrich Horb, Hauptpastor  an St. Nicolai, die Oper und Schauspiele grundsätzlich ablehnten. Anton Reiser, Hauptpastor an St. Jacobi, war 1681 der erste, der in einer Streitschrift mit dem Titel Theatromania gegen das Theater polemisierte. Darin verdammte er alle Arten der Schauspielkunst als Erzeugnisse des Wahns und als Wercke der Finsternis. Auf der anderen Seite standen Heinrich Elmenhorst, der Diaconus (zweiter Pfarrer) der Katharinenkirche, einer der Begründer der Oper und selbst Librettist, sowie ab 1686 Johann Friedrich Mayer, der lutherisch-orthodox gesinnte Nachfolger Reisers als Hauptpastor von St. Jacobi. Auch Christoph Rauch, vermeintlich einer der Schauspieler, griff mit einer Antwort an Reiser mit dem Titel Theatrophania in die Auseinandersetzung ein.
Der Streit schien zunächst zu erlöschen. Doch 1686 wurden die Opern durch Beschluss der Bürgerschaft untersagt, im Juli desselben Jahres aber vom Rat und dem Kollegium der Oberalten wieder erlaubt. Darauf hielt der 1684 nach Hamburg berufene Senior Johann Winckler Predigten gegen die Oper; ihm widersprachen der frisch eingeführte Hauptpastor Mayer und Elmenhorst. Schon 1688 wurden in Hamburg wieder Opern gegeben; im selben Jahr veröffentlichte Elmenhorst seine Verteidigungsschrift Dramatologia antiquo-hodierna, in der er zeigte, dass die in Hamburg gespielten Opern gar nicht zu vergleichen seien mit den von den Kirchenvätern verworfenen heidnischen Schauspielen und als Adiaphora anzusehen seien, die an sich weder gut noch schlecht seien. Adiaphora stünden unter der gemeinsamen Verantwortung von Obrigkeit und Kirche. Die Oper sei vom Rat zu Recht zugelassen worden, solange kein Missbrauch damit geschehe. 
Elmenhorst gab sodann eine klassisch gewordene Definition:

„Was ist aber eine Opere, darvon allhie die Streitigkeit ist? Eine Opere ist ein Sing-Spiel / auf dem Schau-Platz vorgestellt / mit erbaren Zurüstungen / und anständigen Sitten / zu geziemender Ergötzligkeit der Gemüther / Ausübung der Poesie / und Fortsetzung der Music.“

Die neuere Forschung geht davon aus, dass Elmenhorst dabei auf Gedanken von Gottfried Wilhelm Leibniz zurückgriff, die dieser 1681 in einem Brief an Polycarp Marci, einen der Hamburger Librettisten, dargelegt hatte.

### Quellen zum ersten Theaterstreit

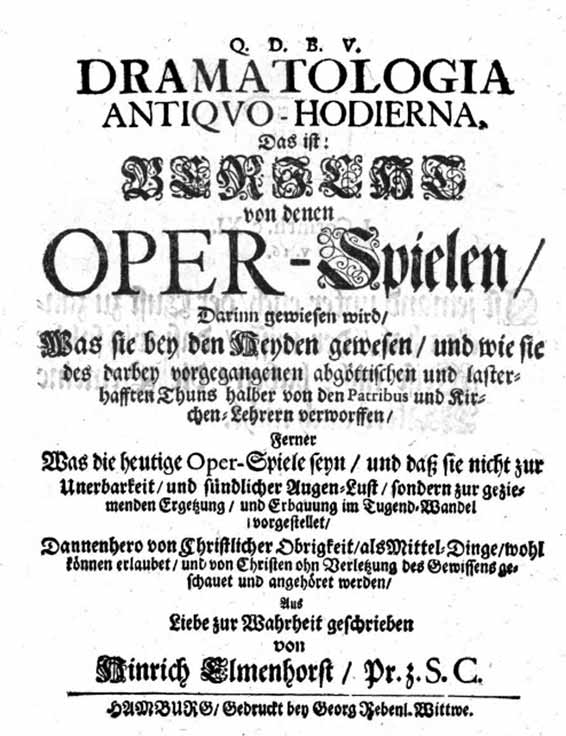
Heinrich Elmenhorst: Bericht von denen Oper-Spielen, Titelseite

## Zweiter Hamburgischer Theaterstreit
Den Anlass zum zweiten Theaterstreit achtzig Jahre später, bei dem es nicht um die Oper, sondern um die Sittlichkeit der damaligen deutschen Schaubühne ging, gab Johann Ludwig Schlosser, ein junger Pastor in Bergedorf. Schon als Student hatte er einige Lust- und Schauspiele verfasst, die Freunde als Manuskript auf die Ackermannsche Bühne gebracht hatten. Dabei war seine Anonymität nicht respektiert worden. Diese Stücke wurden in den Jahren 1767 und 1768 gedruckt veröffentlicht und erhielten ziemlich abfällige Kritiken, wobei einer der Rezensenten bei dieser Gelegenheit den ganzen geistlichen Stand verhöhnte. Zunächst einmal dagegen verwahrte sich der Senior des Geistlichen Ministeriums Johann Melchior Goeze energisch. Das wiederum trieb Schlosser zu einer Entgegnung. In einer weiteren Runde trat nun auch Schlossers Freund Johann Heinrich Vincent Nölting, der Weltweisheit und Beredsamkeit Professor am Akademischen Gymnasium, in den Streit ein und verfasste eine Verteidigung Schlossers, die in kurzer Zeit drei Auflagen erlebte. Goeze schrieb eine Gegenschrift unter dem Titel Theologische Untersuchung der Sittlichkeit der heutigen deutschen Schaubühne und holte ein Gutachten der theologischen Fakultät der Universität Göttingen ein, das sich auf seine Seite stellte. Dagegen erschienen wiederum boshafte Satiren. Endlich machte ein Senatsbefehl vom 23. November 1769 dem Streit ein Ende, indem er den beteiligten Parteien Stillschweigen auferlegte. Gleichzeitig kam der Theaterbetrieb der Hamburgischen Entreprise aus finanziellen Gründen an ein Ende.